# Obock (district)
Obock   este unul din cele 11 districte ale Republicii Djibouti.